# Comuna Șciurivka, Icinea
Șciurivka (în ucraineană Щурівка) este o comună în raionul Icinea, regiunea Cernihiv, Ucraina, formată din satele Ițenkiv, Odnolkiv și Șciurivka (reședința).

## Demografie
Componența lingvistică a comunei Șciurivka
     Ucraineană (97,4%)
     Rusă (1,86%)
     Alte limbi (0,37%)
Conform recensământului din 2001, majoritatea populației comunei Șciurivka era vorbitoare de ucraineană (97,4%), existând în minoritate și vorbitori de rusă (1,86%).